# 自由亞齊運動
自由亞齊運動（簡稱GAM）是一個尋求讓蘇門答臘島亞齊地區脫離印尼而獨立的分離主義組織。GAM所從事的武裝分離運動在1976年到2005年的30年間與印尼政府軍隊發生武裝衝突，據信因此而喪生的人數累計超過15,000人。
GAM在2005年與印尼政府達成和平協議後放棄分離主義，解散其武裝單位，把組織更名為亞齊過渡委員會（簡稱KPA），成為一政治組織。印尼政府把這個組織稱為“亞齊危害國安運動組織”。

## 背景
亞齊會產生這種動亂的原因有幾項，包括歷史上對當地人處置不當、對伊斯蘭教法有不同的見解、對亞齊自然資源所得財富分配方式不滿以及爪哇族移民到蘇門答臘島亞齊地區的數量增加。（參見印尼國內移民計畫）
在1800年代荷蘭殖民時期，亞齊是抵抗荷蘭殖民統治當局的中心。亞齊人抵抗荷蘭王國軍隊，經過30年的殘酷戰役（參見1873-1903年的亞齊戰爭），是最後屈服於殖民統治的印尼當地政權之一當荷蘭在1949年將殖民領土主權移交給印度尼西亞人時，亞齊的管理權隨之交予這新成立的政府，GAM聲稱這種移交並未與當時亞齊當局協商。當地軍事領導人道達·布柳耶發動武裝叛亂，最終印尼蘇卡諾總統授予亞齊特殊地位（成為亞齊特區）。亞齊取得控制當地宗教、習慣法和教育系統的權利。
一位曾在印尼伊斯蘭國運動擔任“外交部長”的哈桑‧狄‧提洛受到在司馬威發現大量天然氣儲量，以及亞齊當地人普遍存有的種族沙文主義驅使下，於1976年12月成立自由亞齊運動組織。這個小型運動在1977年首度針對美孚石油工程師發動襲擊，其中一位美國籍工程師因此喪生。事件引起印尼中央政府對GAM的重視，而派遣一小組反叛亂部隊成功將其鎮壓。狄‧提洛在鎮壓行動中幾乎喪命，而逃至馬來西亞。到1979年時，他的“內閣”所有成員或遭擊斃，或是流亡國外。

## 游擊戰
| 階段    | 期間        | 活躍參與人數    | 傷亡人數       |
| ------- | ----------- | --------------- | -------------- |
| GAM I   | 1976–79年   | 25–200人        | >100人         |
| GAM II  | 1989–91年   | 200–750人       | 2,000–10,000人 |
| GAM III | 1999–2002年 | 15,000–27,000人 | 4,364人        |

GAM自成立以來，經歷三次起落的階段，第一次從1976年組織誕生開始，到1979年幾乎全軍覆沒；第二次在1989年到90年代初，運動獲得經費支持以及外國提供的訓練；第三次是組織經由捐贈和勒索方式取得經費，加上在上次衝突中因痛失親人者的挺身參與，最終在亞齊獲得廣泛支持。

### GAM I
起初GAM的游擊戰並不算成功。到1977年，印尼中央政府似乎能完全壓制組織的行動。GAM早期的攻擊主要是針對當地的埃克森美孚天然氣工廠。狄‧提洛與石油產業有關聯，甚至曾參加競標，爭取建造天然氣管道的合同，但合同被美國天然氣業界巨擘貝泰公司奪得，狄‧提洛失敗原因是缺乏亞齊當地和國際方面的支持。相對的，代表中央政府的蘇哈托總統在冷戰時期因其採取反共政策，而受到美國等國家的支持。

### GAM II
這個組織在1989年重新恢復活動，顯然是得到利比亞和伊朗的財務支持，當時擁有大約1,000名兵力。這些受過國外訓練的軍人讓GAM比前一期有更好的軍事素質。印尼政府為應對這種新的威脅，在1989年宣布亞齊為“特殊軍事行動區”，（Daerah Operasi Militer，或簡稱DOM）(參見1990-1998年印尼在亞齊軍事行動)。並派遣特種反叛亂部隊封鎖亞齊，將涉嫌窩藏GAM特工的村莊焚毀。國際特赦組織把這種印尼軍事反應稱為“休克療法”，據信在DOM期間，亞齊共發生7,000起侵犯人權事件。GAM部隊也同樣涉有嫌疑。在這次針對GAM的行動中，發生多起對疑似軍事線民採取法外處決，以及針對平民基礎設施如學校發動攻擊的事件。
印尼政府在1996年，因為反叛亂部隊把GAM的游擊兵力擊潰，宣布GAM已遭消滅。倖存的GAM成員逃往馬來西亞躲藏。

### GAM III

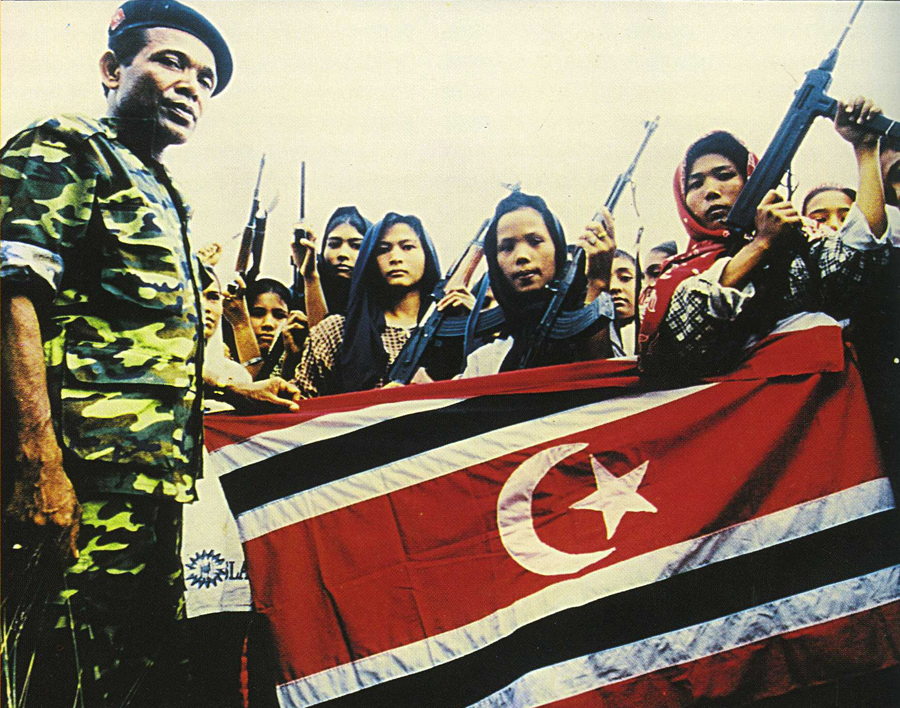
自由亞齊運動女兵與指揮官Abdullah Syafei'i合影（1999年）。

蘇哈托總統在1998年下台，繼任總統優素福·哈比比決定從事民主改革，從亞齊撤軍為其中做法之一，而為GAM提供重新而起的機會，他們利用宣傳印尼國民軍在上次戰爭期間的殘暴行徑來招募當地青年。從1999年起，GAM針對當地政府官員以及爪哇族居民的暴力事件不斷增加，GAM從泰國走私大量武器進入亞齊，導致軍事行動增加。據信印尼在梅加瓦蒂總統在位期間，派往亞齊的中央政府部隊和警察的人數有所增加，在2001-02年為3萬人。一年後，則躍升至5萬人，國際危機組織稱這次軍事行動完全“不依人道法理”進行。這段時期的鎮壓行動導致數千名平民死亡。印尼中央政府在2003年採取的行動取得某種程度的成功（參見2003-2004年印尼在亞齊軍事行動）。

## 和平談判
GAM領導者狄‧提洛和他的首席副手載尼·阿卜杜拉和Malik Mahmud在1980年代和1990年代的大部分時間都流亡在瑞典斯德哥爾摩，這個組織在印尼的主要發言人是Abdullah Syafei'i Dimatang。在1990年代後期，GAM經由瑞典政府斡旋開始與雅加達當局進行和平談判。
據報導這個組織在1999年分裂為兩個派別，GAM（代表原組織）和自由亞齊運動政府委員會（MP-GAM）。雖然GAM發言人否認此事，但仍受印尼媒體廣泛報導。
2002年12月，GAM和印尼政府簽署一項具有突破性的《停止敵對行動協議，Cessation of Hostilities Agreement ，簡稱COHA》，但僅維持幾個月後，違反約定行為又再度發生。顯然是由於談判調解人人道主義對話中心（非政府組織）並無足夠的監督和對違規行為採行制裁的能力。
在2002年至2004年期間，GAM遭受連串政府行動的嚴重打擊，損失大約50%的成員，其中包括指揮官Abdullah Syafei'i Dimatang，他於發生在2002年1月的軍事伏擊中喪生。
由於亞齊遭受2004年印度洋大地震引起的大海嘯嚴重破壞，GAM於2004年12月28日宣布停火，以利援助人力物力進入爭議地區。印尼政府也同時暫停對蘇門答臘島北部的限制，以利進行救援行動。
亞齊另有其他分離主義團體存在，這些團體與GAM之間對於戰術和GAM壟斷與印尼政府談判方面存在某種緊張關係。
自由亞齊運動組織與印尼政府代表團在芬蘭前總統馬爾蒂·阿赫蒂薩里主持下，於2005年2月27日在芬蘭的萬塔開始新一輪和談。2005年7月16日，印尼通訊與資訊部（Ministry of Communications and Informatics）部長和GAM宣布達成和平協議，結束為期30年的鬥爭。
這項和平協議於2005年8月15日在赫爾辛基的芬蘭政府宴會廳正式簽訂。簽署者為印尼首席談判代表哈米德·阿瓦鲁丁和GAM領導人Malik Mahmud 。阿赫蒂薩里擔任見證人。
根據協議，雙方同意立即停止一切敵對行動。GAM也同意解除武裝，而印尼政府承諾在2005年底前把非屬當地軍隊和警察撤出。歐盟和東盟組成亞齊監督小組，負責監督GAM成員解除武裝，以及重新融入社會的進度。印尼總統針對500名流亡在國外的前GAM成員頒發特赦令，並無條件釋放大約1,400名被被政府監禁的人員。
印尼政府同意協助亞齊建立當地政黨，這議題曾在以往談判中引起極大的爭議；成立“真相與和解委員會”；為解決收入分配不均的問題，印尼政府同意把當地自然資源收入的70%保留供亞齊使用。
自由亞齊運動的領導人在2005年12月27日宣布其軍事部門已解散。此一行動根據之前的和平談判及國際觀察員見證下銷毀840件武器後立即生效。GAM指揮官索菲揚·杜德（Sofyan Daud）告訴記者，“亞齊國民軍現在成為印尼公民社會的一分子，會努力讓和平協議獲得成功。”亞齊分離主義運動的創始人狄‧提洛在流亡國外近30年後，於2008年10月11日返回印尼國土，代表和平協議確有進展。

## 2006年選舉
在2006年12月11日舉行的省長大選期間，自由亞齊運動組織暫時分裂為兩派，各自推出自己支持的候選人，一方支持載尼·阿卜杜拉的兄弟，另一方支持前GAM談判代表伊爾萬迪·優素福，後者得到較多草根階層的支持而當選。失利派系繼續等待時機，期望在2011年伊爾萬迪五年任期結束時捲土重來。原來預定在2011年底舉行的省長選舉，受各派系對於程序的爭執而遭到推遲，延到2012年4月舉行。

## 2012年選舉
2012年亞齊省長選舉於4月9日舉行，前GAM領導人載尼·阿卜杜拉結束流亡後回國，與伊爾萬迪競爭。載尼·阿卜杜拉獲得亞齊黨支持，以絕對多數贏得選舉。

## 載尼·阿卜杜拉之後亞齊省長
伊爾萬迪·優素福在2017年再度當選為亞齊省長。但他在2018年以涉嫌貪污遭逮捕，在2019年被判入獄7年。省長職務由Nova Iriansyah在2020年接任。 

## 進一步閱讀
- Anderson, Bobby (2013). Gangster, Ideologue, Martyr: the Posthumous Reinvention of Teungku Badruddin and the Nature of the Free Aceh Movement （页面存档备份，存于）, in Conflict, Security, and Development Issue 13.1, King's College London.
- Sjamsuddin, Nazaruddin. . Singapore: Institute of Southeast Asian Studies. 1985  [2022-04-29]. ISBN 978-9971-988-16-6. （原始内容存档于2022-04-25）.
- Miller, Michelle Ann (2009). Rebellion and Reform in Indonesia. Jakarta's Security and Autonomy Policies in Aceh. London and New York: Routledge. ISBN 978-0-415-45467-4
- Missbach, Antje (2012). Separatist Conflict in Indonesia: The long-distance politics of the Acehnese diaspora. London and New York: Routledge. ISBN 978-0-415-66896-5

## 外部連結
- Full text of 2005 peace agreement （页面存档备份，存于）, BBC, 15 August 2005
- The Election of Aceh Governor （页面存档备份，存于）, Tribun Barat, 15 June 2016
- AcehKita.com 1tahun （页面存档备份，存于）
- Free Aceh (ASNLF) （页面存档备份，存于）